# Јован Грчић (професор)
Јован Грчић (Вуковар, 19/31. октобар 1855 — Нови Сад, 5. фебруар 1941) је био српски књижевник, књижевни, позоришни и музички критичар, преводилац и професор Српске велике православне гимназије у Новом Саду.

## Биографија

### Породица
Потиче из угледне српске породице из Вуковара, од оца Павла Грчића, адвоката. Као једином преживелом детету, отац му је наменио да изучи право и настави његов рад у породичној канцеларији.

### Образовање
Основну школу завршио је у Вуковару, а гимназију је похађао у Винковцима и Новом Саду. Студирао је четири године (1872-1876) на Правно-политичком факултету у Грацу, где је положио "јуридициални државни испит". Вратио се затим 1876. године у Вуковар где је затекао оца на самрти. Након смрти оца уредио је материјалне прилике и отишао у Праг, где се припремао за "ригорозу". Тај испит који је полагао почетком 1877. у Грацу, није положио, јер је добио позив из Новог Сада да ради у гимназији као предавач. Патронат Новосадске гимназије (у којој је почео да ради 1877) дозволио му је почетком 1881. године допуст од годину дана да у Будимпешти спреми и положи професорски испит. Професорски испит са радом на латинском језику о Вергилију положио је са добрим успехом и добио диплому 23. маја 1882. године у Будимпешти. Оспособио се за предавања у мађарским и српским средњим школама у Аустроугарској, из латинске и грчке филологије.

### Професор
У новосадској Српској гимназији радио је од 1877. до 1901. године, почевши као суплент-професор класичне филологије. Потом је службу наставио у Женској гимназији. Предавао је српски, латински, старогрчки, немачки и мађарски језик са књижевношћу. Уз то је предавао и нотно певање и водио гимназијски хор. Писао је уџбенике за предмете које је предавао.
Пензионисан је нерадо 1. септембра 1901. године.

## Књижевни рад
Почиње да пише још као ђак Новосадске гимназије, а прве приповетке објавио је током студентских дана.
Књижевне, позоришне и музичке критике објављивао у Јавору, Летопису Матице српске, Позоришту, Застави, Бранику, Бранковом колу, Стражилову, Српском књижевном гласнику...
Покренуо је 1885. у Новом Саду књижевни часопис Стражилово. Године 1889. сјединио је свој часопис са Јавором, који је три године уређивао заједно са Илијом Огњановићем Абуказемом. Обновио је Стражилово 1892, које је у новој серији излазило до 1894. године. У Бранику уређивао музичку, позоришну и књижевну рубрику (1901-1912).
Пред Први светски рат прелази у Загреб, где се бавио књижевношћу и новинарством пишући за локалне листове и часописе.
У Нови Сад се вратио 1928. и наставио је да пише до дубоке старости, објављујући текстове у Југословенском дневнику, Дану, Новом Саду, Гласу Матице српске...
Бавио се и преводилачким радом, преводећи књижевна дела са мађарског и немачког језика.
Члан Матице српске постао је 1877, а од 1880. до 1902. био је у више наврата члан Књижевног одбора и Редакцијског одбора Летописа Матице српске. Такође је био и дугогодишњи председник Друштва за Српско народно позориште.
Сахрањен је на Успенском гробљу у Новом Саду.

## Избор из библиографије
- Кратка историја римске књижевности (Нови Сад, 1882)
- Кратка историја старе грчке књижевности (Нови Сад, 1883)
- Речник српског и мађарског језика, I-II (Нови Сад 1902, 1904)
- Историја српске књижевности (Нови Сад, 1903)
- Речник страних речи (Нови Сад, 1904)
- Српско-немачки и немачко-српски речник, I-II (Нови Сад, 1905)

## Галерија
- Насловна страна другог, допуњеног издања Историје српске књижевности (Нови Сад, 1906)
- Јован Грчић око 1870. године